# Obština Krumovgrad
Obština Krumovgrad (bulharsky Община Крумовград) je bulharská jednotka územní samosprávy v Kărdžalijské oblasti. Leží v jižním Bulharsku ve Východních Rodopech podél hranic s Řeckem. Správním střediskem je město Krumovgrad, kromě něj zahrnuje obština 79 vesnic. Žije zde necelých 16 tisíc stálých obyvatel.

## Sídla
| - Avren - Bagrilci - Baraci - Blagun - Bojnik - Brjagovec - Buk - Čal - Černičevo - Černooki - Dăždovnik - Devesilica - Devesilovo - Doborsko - Dolna Kula - Dolni Juruci - Džanka - Edrino - Egrek - Goljam Devesil - Goljama Činka - Goljamo Kameňane - Gorna Kula - Gorni Juruci - Grivka - Gulija - Gulijka | - Chisar - Chrastovo - Kačulka - Kăklica - Kalajdžievo - Kamenka - Kandilka - Kotlari - Kovil - Kožucharci - Krasino - Krumovgrad (sídlo správy) - Leštarka - Limec - Lulička - Malăk Devesil - Malka Činka - Malko Kameňane - Metlika - Morjanci - Orech - Orešari - Ovčari - Padalo - Pašinci - Pelin - Perunika | - Podrumče - Polkovnik Željazovo - Potočarka - Potočnica - Raličevo - Ribino - Rogač - Ručej - Samovila - Sărnak - Sbor - Siniger - Skalak - Sladkodum - Slivarka - Stari Čal - Strandževo - Stražec - Studen Kladenec - Tinťava - Tokačka - Topolka - Vransko - Zimornica - Zlatolist - Zvănarka |

## Sousední obštiny
| Růžice kompasu | Kărdžali   | Stambolovo         | Madžarovo   | Růžice kompasu |
| Růžice kompasu | Momčilgrad | Sever              | Ivajlovgrad | Růžice kompasu |
| Růžice kompasu | Momčilgrad | Obština Krumovgrad | Ivajlovgrad | Růžice kompasu |
| Růžice kompasu | Momčilgrad | Jih                | Ivajlovgrad | Růžice kompasu |
| Růžice kompasu | Kirkovo    |                    |             | Růžice kompasu |

## Obyvatelstvo
V obštině žije 15 601 stálých obyvatel a včetně přechodně hlášených obyvatel 44 718. Podle sčítáni 1. února 2011 bylo národnostní složení následující:
- Turci: 10 161 (70.1 %)
- Bulhaři: 3 968 (27.4 %)
- Romové: 36 (0.2 %)
- ostatní: 320 (2.2 %)